# Dayton Open 1976 - Doppio
Il doppio del torneo di tennis Dayton Open 1976, facente parte della categoria Grand Prix, ha avuto come vincitori Ray Ruffels e Sherwood Stewart che hanno battuto in finale Jaime Fillol e Charlie Pasarell con il punteggio di 6–2, 3–6, 7–5.

## Teste di serie
1. Jaime Fillol /  Charlie Pasarell (finale)

1. Andrew Pattison /  Kim Warwick (primo turno)

## Tabellone

### Legenda
| - Q = Qualificato - WC = Wild card - LL = Lucky loser | - ALT = Alternate - SE = Special Exempt - PR = Protected Ranking | - w/o = Walkover - r = Ritirato - d = Squalificato |

|  | Quarti di finale             | Quarti di finale              | Quarti di finale              | Quarti di finale | Quarti di finale |  |  | Semifinali                    | Semifinali                    | Semifinali                    | Semifinali                   | Semifinali |   |   | Finale                        | Finale                        | Finale | Finale | Finale |  |
|  |                              |                               |                               |                  |                  |  |  |                               |                               |                               |                              |            |   |   |                               |                               |        |        |        |  |
|  | 1                            | Jaime Fillol Charlie Pasarell | Jaime Fillol Charlie Pasarell | 6                | 6                |  |  |                               |                               |                               |                              |            |   |   |                               |                               |        |        |        |  |
|  |                              | Bob Helmers Jim McManus       | Bob Helmers Jim McManus       | 3                | 2                |  |  | Jaime Fillol Charlie Pasarell | Jaime Fillol Charlie Pasarell | Jaime Fillol Charlie Pasarell | 6                            | 6          |   |   |                               |                               |        |        |        |  |
|  | Lito Álvarez Bernard Mitton  | Lito Álvarez Bernard Mitton   | 4                             | 7                | 6                |  |  | Lito Álvarez Bernard Mitton   | Lito Álvarez Bernard Mitton   | Lito Álvarez Bernard Mitton   | 4                            | 2          |   |   |                               |                               |        |        |        |  |
|  | Mike Cahill Phil Dent        | Mike Cahill Phil Dent         | 6                             | 6                | 3                |  |  |                               |                               |                               |                              |            |   |   | Jaime Fillol Charlie Pasarell | Jaime Fillol Charlie Pasarell | 2      | 6      | 5      |  |
|  | Ray Ruffels Sherwood Stewart | Ray Ruffels Sherwood Stewart  | Ray Ruffels Sherwood Stewart  | 6                | 7                |  |  |                               |                               | Ray Ruffels Sherwood Stewart  | Ray Ruffels Sherwood Stewart | 6          | 3 | 7 |                               |                               |        |        |        |  |
|  | Raymond Moore Onny Parun     | Raymond Moore Onny Parun      | Raymond Moore Onny Parun      | 3                | 5                |  |  | Ray Ruffels Sherwood Stewart  | Ray Ruffels Sherwood Stewart  | 7                             | 2                            | 6          |   |   |                               |                               |        |        |        |  |
|  |                              | Bob Giltinan Steve Krulevitz  | Bob Giltinan Steve Krulevitz  | 6                | 6                |  |  | Bob Giltinan Steve Krulevitz  | Bob Giltinan Steve Krulevitz  | 5                             | 6                            | 3          |   |   |                               |                               |        |        |        |  |
|  | 2                            | Andrew Pattison Kim Warwick   | Andrew Pattison Kim Warwick   | 4                | 4                |  |  |                               |                               |                               |                              |            |   |   |                               |                               |        |        |        |  |